# Richard d'Amiens
Richard d'Amiens est un comte d'Amiens du début du IXe siècle.

## Biographie
On ne sait pas grand chose de ce comte carolingien. Selon Nithard il jouissait d'un grand respect de la part de Charlemagne.
« Ce même jour, Angilbert, homme illustre, fut transféré à Saint-Riquier, et vingt-neuf ans après sa mort on trouva son corps conservé intact, bien qu’il eût été enseveli sans aromates ; c’était un homme issu d’une famille alors bien connue. Madhelgaud, Richard et lui étaient de la même race et jouissaient à juste titre d’une grande considération auprès de Charlemagne. Angilbert eut de Berthe, fille de ce grand roi, mon frère Harnied et moi ; il fit construire à Saint-Riquier un ouvrage admirable en l’honneur de Dieu tout-puissant et de saint Riquier ; il gouverna merveilleusement la maison qui lui était confiée. Étant mort à Saint-Riquier en toute félicité, il entra dans l’éternelle paix. Après avoir dit ce peu de mots sur mon origine, je reviens au fil de l’histoire. »
— Nithard, Histoire des dissensions des fils de Louis le Débonnaire, livre IV
Selon les Europäische Stammtafeln, il aurait été comte d'Amiens.

## Famille
Au début du XXe siècle, Joseph Depoin et Maurice Chaume ont étudié ses relations familiales et sont parvenus à la conclusion qu'il pouvait être petit-fils du comte Jérôme, fils de Charles Martel, et père de Richard l'ostiaire et de Bivin. Ils sont partis d'un texte de l'historien Richer qui dit que l'empereur Louis III l'Aveugle était de race royale, mais entachée de bâtardise au niveau de son tritavus, c'est-à-dire son ancêtre à la sixième génération. Chronologiquement, seul Jérôme correspond à cette définition. La famille de Louis III contient plusieurs personnes du prénom de Richard, prénom alors rare dans l'aristocratie franque, mais qui peut être rapproché de celui de Recared, porté par deux rois des Wisigoths. Or Jérôme s'est marié en secondes noces à une princesse gothe, laquelle a très bien pu transmettre ce prénom de Richard. Dans la reconstitution de l'ascendance de Louis III, il y a deux générations dont les noms sont inconnus, qui pourraient très bien être un Richard, comte de Rouen cité en 781 et en 791 et Richard d'Amiens.
Le fait qu'Angilbert soit fils d'un Nithard et d'une Richarda laisse présumer de quelle manière Angilbert et Richard étaient de la même race. Ensuite, à la génération suivante, il y a une Richilde épouse d'Ecchard, comte d'Autun, de Mâcon et de Chalon. Ecchard meurt sans enfant et Boson, fils de Bivin, succède à Ecchard dans deux des trois comtés. Cette succession pourrait s'expliquer si Boson est un neveu de Richilde.
| Rotrude | Rotrude | Rotrude | Rotrude | Rotrude                      | Rotrude                      |                              |                              | Charles Martel maire du palais | Charles Martel maire du palais | Charles Martel maire du palais | Charles Martel maire du palais | Charles Martel maire du palais | Charles Martel maire du palais |                                  |                           | concubine             | concubine             | concubine             | concubine             | concubine                    | concubine                    |                                       |                                       |                                       |                                       |                                       |                                       |                        |                        |                        |                        |                        |                        |                       |                       |                       |                       |                       |                       |  |  |  |  |  |  |  |  |  |  |  |  |  |  |  |  |  |  |  |  |  |  |
| Rotrude | Rotrude | Rotrude | Rotrude | Rotrude                      | Rotrude                      |                              |                              | Charles Martel maire du palais | Charles Martel maire du palais | Charles Martel maire du palais | Charles Martel maire du palais | Charles Martel maire du palais | Charles Martel maire du palais |                                  |                           | concubine             | concubine             | concubine             | concubine             | concubine                    | concubine                    |                                       |                                       |                                       |                                       |                                       |                                       |                        |                        |                        |                        |                        |                        |                       |                       |                       |                       |                       |                       |  |  |  |  |  |  |  |  |  |  |  |  |  |  |  |  |  |  |  |  |  |  |
|         |         |         |         |                              |                              |                              |                              |                                |                                |                                |                                |                                |                                |                                  |                           |                       |                       |                       |                       |                              |                              |                                       |                                       |                                       |                                       |                                       |                                       |                        |                        |                        |                        |                        |                        |                       |                       |                       |                       |                       |                       |  |  |  |  |  |  |  |  |  |  |  |  |  |  |  |  |  |  |  |  |  |  |
|         |         |         |         | Pépin le Bref roi des Francs | Pépin le Bref roi des Francs | Pépin le Bref roi des Francs | Pépin le Bref roi des Francs | Pépin le Bref roi des Francs   | Pépin le Bref roi des Francs   |                                |                                | Jérôme comte                   | Jérôme comte                   | Jérôme comte                     | Jérôme comte              | Jérôme comte          | Jérôme comte          |                       |                       | Erscheswinda princesse gothe | Erscheswinda princesse gothe | Erscheswinda princesse gothe          | Erscheswinda princesse gothe          | Erscheswinda princesse gothe          | Erscheswinda princesse gothe          |                                       |                                       |                        |                        |                        |                        |                        |                        |                       |                       |                       |                       |                       |                       |  |  |  |  |  |  |  |  |  |  |  |  |  |  |  |  |  |  |  |  |  |  |
|         |         |         |         | Pépin le Bref roi des Francs | Pépin le Bref roi des Francs | Pépin le Bref roi des Francs | Pépin le Bref roi des Francs | Pépin le Bref roi des Francs   | Pépin le Bref roi des Francs   |                                |                                | Jérôme comte                   | Jérôme comte                   | Jérôme comte                     | Jérôme comte              | Jérôme comte          | Jérôme comte          |                       |                       | Erscheswinda princesse gothe | Erscheswinda princesse gothe | Erscheswinda princesse gothe          | Erscheswinda princesse gothe          | Erscheswinda princesse gothe          | Erscheswinda princesse gothe          |                                       |                                       |                        |                        |                        |                        |                        |                        |                       |                       |                       |                       |                       |                       |  |  |  |  |  |  |  |  |  |  |  |  |  |  |  |  |  |  |  |  |  |  |
|         |         |         |         |                              |                              |                              |                              |                                |                                |                                |                                |                                |                                |                                  |                           |                       |                       |                       |                       |                              |                              |                                       |                                       |                                       |                                       |                                       |                                       |                        |                        |                        |                        |                        |                        |                       |                       |                       |                       |                       |                       |  |  |  |  |  |  |  |  |  |  |  |  |  |  |  |  |  |  |  |  |  |  |
|         |         |         |         |                              |                              |                              |                              |                                |                                |                                |                                |                                |                                |                                  |                           |                       |                       |                       |                       |                              |                              |                                       |                                       |                                       |                                       |                                       |                                       |                        |                        |                        |                        |                        |                        |                       |                       |                       |                       |                       |                       |  |  |  |  |  |  |  |  |  |  |  |  |  |  |  |  |  |  |  |  |  |  |
|         |         |         |         | Nithard                      | Nithard                      | Nithard                      | Nithard                      | Nithard                        | Nithard                        |                                |                                | Ricarda                        | Ricarda                        | Ricarda                          | Ricarda                   | Ricarda               | Ricarda               |                       |                       | N                            | N                            | N                                     | N                                     | N                                     | N                                     | <= ? =>                               | <= ? =>                               | Richard comte de Rouen | Richard comte de Rouen | Richard comte de Rouen | Richard comte de Rouen | Richard comte de Rouen | Richard comte de Rouen |                       |                       |                       |                       |                       |                       |  |  |  |  |  |  |  |  |  |  |  |  |  |  |  |  |  |  |  |  |  |  |
|         |         |         |         | Nithard                      | Nithard                      | Nithard                      | Nithard                      | Nithard                        | Nithard                        |                                |                                | Ricarda                        | Ricarda                        | Ricarda                          | Ricarda                   | Ricarda               | Ricarda               |                       |                       | N                            | N                            | N                                     | N                                     | N                                     | N                                     | <= ? =>                               | <= ? =>                               | Richard comte de Rouen | Richard comte de Rouen | Richard comte de Rouen | Richard comte de Rouen | Richard comte de Rouen | Richard comte de Rouen |                       |                       |                       |                       |                       |                       |  |  |  |  |  |  |  |  |  |  |  |  |  |  |  |  |  |  |  |  |  |  |
|         |         |         |         |                              |                              |                              |                              |                                |                                |                                |                                |                                |                                |                                  |                           |                       |                       |                       |                       |                              |                              |                                       |                                       |                                       |                                       |                                       |                                       |                        |                        |                        |                        |                        |                        |                       |                       |                       |                       |                       |                       |  |  |  |  |  |  |  |  |  |  |  |  |  |  |  |  |  |  |  |  |  |  |
|         |         |         |         |                              |                              |                              |                              | Angilbert                      | Angilbert                      | Angilbert                      | Angilbert                      | Angilbert                      | Angilbert                      |                                  |                           |                       |                       |                       |                       | N                            | N                            | N                                     | N                                     | N                                     | N                                     | <= ? =>                               | <= ? =>                               | Richard comte d'Amiens | Richard comte d'Amiens | Richard comte d'Amiens | Richard comte d'Amiens | Richard comte d'Amiens | Richard comte d'Amiens |                       |                       |                       |                       |                       |                       |  |  |  |  |  |  |  |  |  |  |  |  |  |  |  |  |  |  |  |  |  |  |
|         |         |         |         |                              |                              |                              |                              | Angilbert                      | Angilbert                      | Angilbert                      | Angilbert                      | Angilbert                      | Angilbert                      |                                  |                           |                       |                       |                       |                       | N                            | N                            | N                                     | N                                     | N                                     | N                                     | <= ? =>                               | <= ? =>                               | Richard comte d'Amiens | Richard comte d'Amiens | Richard comte d'Amiens | Richard comte d'Amiens | Richard comte d'Amiens | Richard comte d'Amiens |                       |                       |                       |                       |                       |                       |  |  |  |  |  |  |  |  |  |  |  |  |  |  |  |  |  |  |  |  |  |  |
|         |         |         |         |                              |                              |                              |                              |                                |                                |                                |                                |                                |                                |                                  |                           |                       |                       |                       |                       |                              |                              |                                       |                                       |                                       |                                       |                                       |                                       |                        |                        |                        |                        |                        |                        |                       |                       |                       |                       |                       |                       |  |  |  |  |  |  |  |  |  |  |  |  |  |  |  |  |  |  |  |  |  |  |
|         |         |         |         |                              |                              |                              |                              |                                |                                | Richard comte et ostiaire      | Richard comte et ostiaire      | Richard comte et ostiaire      | Richard comte et ostiaire      | Richard comte et ostiaire        | Richard comte et ostiaire |                       |                       | Bivin abbé de Gorze   | Bivin abbé de Gorze   | Bivin abbé de Gorze          | Bivin abbé de Gorze          | Bivin abbé de Gorze                   | Bivin abbé de Gorze                   |                                       |                                       | Richilde                              | Richilde                              | Richilde               | Richilde               | Richilde               | Richilde               |                        |                        | Eccard comte de Mâcon | Eccard comte de Mâcon | Eccard comte de Mâcon | Eccard comte de Mâcon | Eccard comte de Mâcon | Eccard comte de Mâcon |  |  |  |  |  |  |  |  |  |  |  |  |  |  |  |  |  |  |  |  |  |  |
|         |         |         |         |                              |                              |                              |                              |                                |                                | Richard comte et ostiaire      | Richard comte et ostiaire      | Richard comte et ostiaire      | Richard comte et ostiaire      | Richard comte et ostiaire        | Richard comte et ostiaire |                       |                       | Bivin abbé de Gorze   | Bivin abbé de Gorze   | Bivin abbé de Gorze          | Bivin abbé de Gorze          | Bivin abbé de Gorze                   | Bivin abbé de Gorze                   |                                       |                                       | Richilde                              | Richilde                              | Richilde               | Richilde               | Richilde               | Richilde               |                        |                        | Eccard comte de Mâcon | Eccard comte de Mâcon | Eccard comte de Mâcon | Eccard comte de Mâcon | Eccard comte de Mâcon | Eccard comte de Mâcon |  |  |  |  |  |  |  |  |  |  |  |  |  |  |  |  |  |  |  |  |  |  |
|         |         |         |         |                              |                              |                              |                              |                                |                                |                                |                                |                                |                                |                                  |                           |                       |                       |                       |                       |                              |                              |                                       |                                       |                                       |                                       |                                       |                                       |                        |                        |                        |                        |                        |                        |                       |                       |                       |                       |                       |                       |  |  |  |  |  |  |  |  |  |  |  |  |  |  |  |  |  |  |  |  |  |  |
|         |         |         |         |                              |                              |                              |                              |                                |                                |                                |                                |                                |                                |                                  |                           |                       |                       |                       |                       |                              |                              |                                       |                                       |                                       |                                       |                                       |                                       |                        |                        |                        |                        |                        |                        |                       |                       |                       |                       |                       |                       |  |  |  |  |  |  |  |  |  |  |  |  |  |  |  |  |  |  |  |  |  |  |
|         |         |         |         |                              |                              |                              |                              |                                |                                |                                |                                |                                |                                | Boson roi en Provence            | Boson roi en Provence     | Boson roi en Provence | Boson roi en Provence | Boson roi en Provence | Boson roi en Provence |                              |                              | Richard le Justicier duc de Bourgogne | Richard le Justicier duc de Bourgogne | Richard le Justicier duc de Bourgogne | Richard le Justicier duc de Bourgogne | Richard le Justicier duc de Bourgogne | Richard le Justicier duc de Bourgogne |                        |                        |                        |                        |                        |                        |                       |                       |                       |                       |                       |                       |  |  |  |  |  |  |  |  |  |  |  |  |  |  |  |  |  |  |  |  |  |  |
|         |         |         |         |                              |                              |                              |                              |                                |                                |                                |                                |                                |                                | Boson roi en Provence            | Boson roi en Provence     | Boson roi en Provence | Boson roi en Provence | Boson roi en Provence | Boson roi en Provence |                              |                              | Richard le Justicier duc de Bourgogne | Richard le Justicier duc de Bourgogne | Richard le Justicier duc de Bourgogne | Richard le Justicier duc de Bourgogne | Richard le Justicier duc de Bourgogne | Richard le Justicier duc de Bourgogne |                        |                        |                        |                        |                        |                        |                       |                       |                       |                       |                       |                       |  |  |  |  |  |  |  |  |  |  |  |  |  |  |  |  |  |  |  |  |  |  |
|         |         |         |         |                              |                              |                              |                              |                                |                                |                                |                                |                                |                                | Louis III l'Aveugle roi d'Italie |                           |                       |                       |                       |                       |                              |                              |                                       |                                       |                                       |                                       |                                       |                                       |                        |                        |                        |                        |                        |                        |                       |                       |                       |                       |                       |                       |  |  |  |  |  |  |  |  |  |  |  |  |  |  |  |  |  |  |  |  |  |  |